# Руський Уртем
Ру́ський Урте́м (рос. Русский Уртем, марій. Руш Вуртем) — присілок у складі Моркинського району Марій Ел, Росія. Входить до складу Шиньшинського сільського поселення.

## Населення
Населення — 23 особи (2010; 42 у 2002).
Національний склад (станом на 2002 рік):
- росіяни — 60 %
- марі — 40 %